# Ludden (Dakota del Norte)
Ludden es una ciudad ubicada en el condado de Dickey en el estado estadounidense de Dakota del Norte. En el censo de 2010 tenía una población de 23 habitantes y una densidad poblacional de 11,49 personas por km².

## Geografía
Ludden se encuentra ubicada en las coordenadas 46°0′29″N 98°7′31″O / 46.00806, -98.12528. Según la Oficina del Censo de los Estados Unidos, Ludden tiene una superficie total de 2 km², de la cual 1.99 km² corresponden a tierra firme y (0.39%) 0.01 km² es agua.

## Demografía
Según el censo de 2010, había 23 personas residiendo en Ludden. La densidad de población era de 11,49 hab./km². De los 23 habitantes, Ludden estaba compuesto por el 100% blancos, el 0% eran afroamericanos, el 0% eran amerindios, el 0% eran asiáticos, el 0% eran isleños del Pacífico, el 0% eran de otras razas y el 0% pertenecían a dos o más razas. Del total de la población el 0% eran hispanos o latinos de cualquier raza.